# Rundfunkjahr 1965

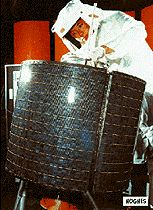
1965: Start des Nachrichtensatelliten Early Bird

Liste der Rundfunkjahre

◄◄ | ◄ | 1961 | 1962 | 1963 | 1964 | Rundfunkjahr 1965 | 1966 | 1967 | 1968 | 1969 | ► | ►►

Weitere Ereignisse

## Allgemein
- Paraguay startet ins Fernsehzeitalter.
- Frankreich schließt mit der Sowjetunion ein Abkommen über die Einführung der in Frankreich entwickelten Farbfernsehnorm SECAM. Dieses System der Farbübertragung blieb aus politischen Gründen in der DDR und den meisten Ostblockländern bis Anfang der 1990er Jahre  Standard. Aber auch Länder wie Griechenland, der Iran, der Irak, Libyen und Ägypten, die später zur PAL-Norm wechselten, importierten ursprünglich das SECAM-System.
- 6. April – Der erste kommerzielle Nachrichtensatellit Intelsat I, genannt Early Bird, wird in die Umlaufbahn gebracht. Über ihn werden Fernsehereignisse interkontinental live ausgestrahlt. Der Satellit bleibt bis 1969 im Einsatz.
- 19. April – Der US-amerikanische Informationstheoretiker und spätere Mitbegründer des Chipherstellers Intel, Gordon Moore, veröffentlicht in einem Zeitschriftenartikel das später nach ihm benannte Mooresche Gesetz (Moore’s Law). Es sagt voraus, dass sich die Leistungsfähigkeit integrierter Schaltkreise etwa alle zwei Jahre verdoppelt.
- August – Sony stellt den CV-2000 vor, einen frühen Heimvideorekorder für den amerikanischen Markt. Das Gerät, das mit einem für den Hersteller typischen 1/2-Zoll-Band ausgestattet ist, ähnelt optisch handelsüblichen Tonbandgeräten und arbeitet wie diese mit offenen Vorrats- und einer Aufwickelspulen.[1] Es findet Verbreitung vor allem im universitären Ausbildungsbereich.
- 12. Oktober – In Österreich erzielt das von der Tageszeitung Kurier und von den meisten übrigen parteiunabhängigen Zeitungen unterstützte Volksbegehren für einen unabhängigen Rundfunk insgesamt 832.353 Unterschriften. Es ist das erste und gleichzeitig erfolgreichste Volksbegehren der Zweiten Republik.

## Hörfunk
- 1. Januar – In der Schweiz wird der bisherige Landessender Beromünster in Radio DRS (Radio der deutschen und rätoromanischen Schweiz) umbenannt.
- 4. Oktober – Auf BBC Home Service startet das Mittagsmagazin The World At One.
- 25. Dezember – Sendestart von Radio St. Helena.

## Fernsehen

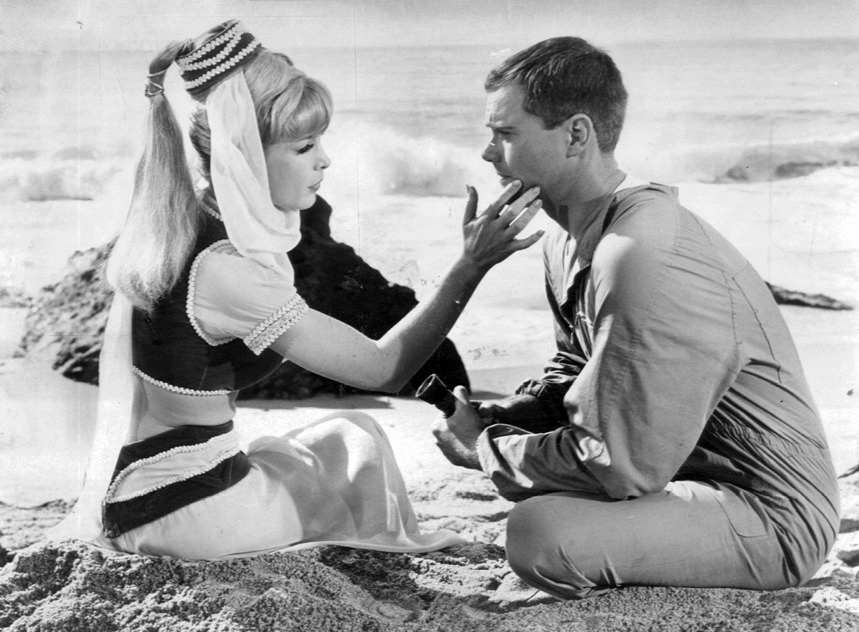
1965: Barbara Eden und Larry Hagman sind zum ersten Mal in I Dream of Jeannie zu sehen

- Start des regulären Fernsehbetriebs in Indien.
- Januar – Das DDR-Fernsehen beginnt mit der regelmäßigen Ausstrahlung der (Sport- bzw. Studio-)Sendung Sport aktuell.
- 4. Januar – NDR und SFB starten ihr gemeinsames drittes Programm der Nordkette.
- 1. Februar – Das Schweizer Fernsehen strahlt erstmals Werbesendungen aus.
- 20. April – Sendestart des zweiten Fernsehkanals der BBC, BBC Two. Gleichzeitig wird der bestehende BBC-Fernsehkanal in BBC One umbenannt.
- 21. Mai – Das Deutsche Fernsehen strahlt das kritische Nachrichtenmagazin Monitor zum ersten Mal aus.
- 26. Mai – Die Spieleshow Spiel ohne Grenzen ist erstmals im Deutschen Fernsehen zu sehen.
- 9. Juli – In Deutschland beginnt die ARD mit der Ausstrahlung der Fernsehserie Auf der Flucht mit David Janssen in der Rolle des Dr. Richard Kimble und Barry Morse als dessen Verfolger Lt. Philip Gerard.
- 1. August – Im Vereinigten Königreich wird Zigarettenwerbung aus dem Fernsehen verbannt. Werbespots für Pfeifentabak und Zigarren bleiben jedoch bis 1992 legal.
- 4. September – Das Deutsche Fernsehen überträgt zum ersten Mal die aktuelle Ziehung der Lottozahlen. Moderiert wird die Sendung von Karin Dinslage.
- 8. September – Im US-Fernsehen ist die erste Folge der Comedyserie Bezaubernde Jeannie (I Dream of Jeannie) mit Barbara Eden und Larry Hagman in den Hauptrollen zu sehen.
- 25. September – Das Deutsche Fernsehen zeigt die erste Folge der Musiksendung Beat-Club. Die von Michael Leckebusch konzipierte Sendung ist die erste Musiksendung speziell für Jugendliche im deutschsprachigen Fernsehen und bleibt bis 1972 im Programm. Zunächst widmet sich ihre Programmierung dem Zeitgeist der 1960er-Jahre, gegen Ende der Laufzeit treten aber immer mehr Vertreter des Krautrock auf.
- 21. Oktober – Die Krimireihe Der Staatsanwalt hat das Wort hat Premiere im DDR-Fernsehen.
- Dezember – In Österreich beginnen die ersten öffentlichen Versuche mit Farbfernsehen.

## Geboren
- 3. Januar – Aiman Abdallah, deutscher Fernsehmoderator wird in Bad Kreuznach geboren.
- 4. Januar – Hendrik Hey, deutscher Fernsehproduzent wird in Goslar geboren.
- 14. Januar – Désirée Nosbusch, luxemburgische Fernsehmoderatorin und Schauspielerin wird in Esch-sur-Alzette geboren.
- 7. Februar – Chris Rock, US-amerikanischer Comedian wird im US-Bundesstaat South Carolina geboren.
- 24. März – Tobias Krause, deutsch-österreichischer Fernsehproduzent (Der Barometermacher auf der Zauberinsel) wird in Hamburg geboren († 2005).
- 25. März – Sarah Jessica Parker, US-amerikanische Schauspielerin (Carrie Bradshaw in Sex and the City) wird in Nelsonville, Ohio geboren.
- 16. April – Jon Cryer, US-amerikanischer Schauspieler (Dr. Alan Jerome Harper in Two and a Half Men seit 2003) wird in New York City geboren.
- 3. Juni – Thomas „Tommy“ Ohrner, deutscher Moderator wird in München geboren.
- 10. Juni – Andrea Kiewel, deutsche Fernsehmoderatorin wird in Ost-Berlin geboren.
- 3. September – Charlie Sheen, US-amerikanischer Schauspieler und Seriendarsteller (Two and a Half Men, 2003–2011) wird als Carlos Irwin Estévez in New York City geboren.
- 7. September – Jörg Pilawa, deutscher Fernsehmoderator wird in Hamburg geboren.
- 4. Dezember – Oliver Baier, österreichischer Hörfunk- und Fernsehmoderator (Was gibt es Neues?) wird geboren.
- 7. Dezember – Dirk Stermann, deutscher Radio- und Fernsehmoderator (Salon Helga) wird in Duisburg geboren.
- 21. Dezember – Anke Engelke, deutsche Comedian und Synchronsprecherin wird in Montreal, Kanada geboren.

## Gestorben
- 20. Januar – Alan Freed, US-amerikanischer Radio-DJ stirbt 43-jährig in Palm Springs. Freed hatte in den 1950er Jahren maßgeblichen Anteil an der Verbreitung von Rock ’n’ Roll und Rhythm and Blues im Hörfunk.
- 27. April – Edward R. Murrow, US-amerikanischer Radio- und Fernsehjournalist (CBS) stirbt 57-jährig in Pawling (New York). Murrow berichtete 1938 vom Anschluss Österreichs und wurde durch kritische Berichterstattung in der McCarthy-Ära bekannt.
- 3. Mai – Bernhard Jakschtat, deutscher Volks-, Opern- und Operettensänger (Bariton) sowie Hörspielsprecher und Rundfunkkünstler stirbt 68-jährig in Hamburg. Er war u. a. seit 1924 bei der NORAG umfangreich tätig.
- 11. Juli – Ray Collins, US-amerikanischer Schauspieler stirbt 75-jährig in Santa Monica (Kalifornien). Er wurde unter anderem durch seine Darstellung des Polizeileutnants Arthur Tragg in der langlebigen Fernsehserie Perry Mason bekannt.